# Lopťuga
Lopťuga (rusky Лоптюга) je řeka na západě Komiské republiky a v Archangelské oblasti v Rusku. Je dlouhá 152 km. Povodí řeky je 1620 km².

## Průběh toku
Pramení v mokřadech a protéká kopcovitou krajinou. Ústí zprava do Vašky v povodí Mezeně.

## Vodní režim
Zdrojem vody jsou převážně sněhové srážky.